# Tamera Young
Tamera Young, née le 30 octobre 1986 à Wilmington (Caroline du Nord), est une joueuse américaine de basket-ball.

## Biographie
Venue du même lycée que Michael Jordan (« Il nous envoyait toujours des sweatshirts, des chaussures et il y avait des poster de lui dans toute l'école. C'était un grand honneur d'être dans la même école que lui” »), elle est la première joueuse de James Madison (JMU), dans la conférence Colonial Athletic Association (CAA) peu renommée pour sa compétitivité sportive, à parvenir en WNBA. Diplômée en kinésiologie, elle établit de nombreux records à JMU (moyenne de 16,7 pts sur 4 ans, 275 interceptions en 4 ans) voire de JMU et de la CAA (2121 points et 1127 rebonds en carrière). Meilleure scoreuse et rebondeuse de la CAA en- senior, elle est logiquement désignée joueuse de l'année.
Elle attire le regard de la WNBA et est sélectionnée 8e choix par le Dream d'Atlanta lors de la draft WNBA 2008. Sous le numéro 23, elle débute 15 des 33 matches qu'elle dispute (7,3 points, 4,2 rebonds et 1,2 passe, avec des records à 26 points et 13 rebonds). Avec le no 11, elle ne finit pas la saison suivante étant échangée contre Armintie Price le 12 août 2009. Elle démarre 6 rencontres sur 10 avec le Sky de Chicago (5,0 points et 3,0 rebonds).
À la suite de la blessure d'Amélie Pochet, elle est engagée par Basket Landes en novembre 2010 pour une première expérience européenne. De retour au Sky, elle intègre le cinq majeur en remplacement de Shameka Christon : « Je veux être plus performante offensivement. Tout le monde sait que je suis bonne en défense, mais je veux avoir un bon jeu dans tous les domaines. C'est quelque chose que j'ai travaillé et j'ai juste besoin d'avoir plus confiance en moi ».
En 2013-2014 au Maccabi Bnot Ashdod (8,8 points et 6,8 rebonds), elle rejoint le Brésil au Sport Recife pour la saison suivante. 
Fin juillet 2017, alors qu'elle aligne ses meilleures statistiques en carrière (10,2 points et 3,8 rebonds en 29,0 minutes), Tamera Young et sa coéquipière Imani Boyette sont transférées par le Sky au Dream d'Atlanta en échange de Jordan Hooper et d'un premier tour de la draft WNBA 2018, le club de la Géorgie recherchant d'abord un renfort au rebond, mais appréciant aussi l'expérience de Young. Laissée libre, Young est signée en février 2018 par les Aces de Las Vegas qui voit en elle une défenseuse exceptionnelle avec une forte éthique de travail.
En mai 2021, elle n'est pas signée pur la saison WNBA 2021 au terme du camp d'entraînement du Storm de Seattle. En juillet 2021, elle annonce officiellement sa retraite sportive.

## Clubs
| Saisons   | Équipe                   | Pays       |
| ? - 2004  | Laney High School        | États-Unis |
| 2004-2008 | Université James Madison | États-Unis |
| 2008-2009 | Dream d'Atlanta          | États-Unis |
| 2009-2017 | Sky de Chicago           | États-Unis |
| 2010-2011 | Basket Landes            | France     |
| 2013-2014 | Maccabi Bnot Ashdod      | Israël     |
| 2014-2015 | Sport Recife             | Brésil     |
| 2017      | Dream d'Atlanta          | États-Unis |
| 2018-2019 | Aces de Las Vegas        | États-Unis |

## Distinctions personnelles
- AP All American honorable mention (2008)
- CAA Player of the Year (2008)
- All-CAA first team (2006, 2007, 2008)

## Vie privée
De 2016 à 2020, elle partage sa vie avec l'actrice de téléréalité Mimi Faust (en).